# Щоденник Януша Радзивілла
«Табірний щоденник» Я. Радзивілла — умовна назва фундаментальної (понад 600 сторінок) польськомовної пам’ятки, яка містить у собі детальний опис дій польного гетьмана литовського князя Я.Радзивілла та його ставки під час Національно-визвольної війни українського народу з 17 червня 1649 по 1652. Первісно в оригіналі пам’ятки містилася значно більша кількість інформації, насамперед опис подій 1648 — 1-ї пол. 1649,
але він дійшов до нашого часу в неповному вигляді. Основна частина «Щоденника» зберігається в Головному архіві давніх актів у Варшаві (ф. «Архів Радзивіллів», відділ 6, супплементум, № 36), незначні фрагменти — у відділі рукописів Ягеллонської бібліотеки у Кракові.
«Щоденник» виявили в 1970-х рр. польські архівісти, насамперед Т.Василевський, увів до обігу Ф.-Е.Сисин. У «Щоденнику» секретарі князя Я.Радзивілла фіксували не тільки дані про все, що відбувалося в його ставці, але й про дії війська Великого князівства Литовського, яке йому підпорядковувалося.

Водночас на його сторінках вміщувалися копії всіх універсалів та листів, висланих князем, а також уся отримана ним кореспонденція, у т. ч. листи Б.Хмельницького, І.Виговського, полковників М.Небаби, М.Панкевича та ін., донесення розвідки, протоколи допиту українських та білоруських повстанців та ін.
«Щоденник» є найважливішим джерельним комплексом з історії Національної революції 1648—1676, особливо цінним для дослідження ходу воєнних дій на Сіверщині та в Південній Білорусі. Нині академічна публікація тексту «Щоденника» готується до друку зусиллями польських істориків.